# چو سونگ یون
چو سونگ یون (کره‌ای: 조승연؛ زادهٔ ۵ اوت ۱۹۹۶) خواننده بازیگر اهل کره جنوبی است.